# Rock and Roll Night Club
Rock and Roll Night Club é um álbum de Mac DeMarco lançado pela gravadora Captured Tracks no dia 13 de março de 2012.

## Faixas
Todas as faixas do álbum são de autoria de Mac DeMarco
1. "Rock and Roll Night Club" 3:10
2. "96.7 The Pipe" 0:34
3. "Baby's Wearing Blue Jeans"  3:33
4. "One More Tear to Cry"  4:04
5. "European Vegas" 3:17
6. "106.2 Breeze FM"  1:00
7. "She's Really All I Need" 3:03
8. "Moving Like Mike" 2:57
9. "Me and Jon Hanging On"  2:41
10. "I'm a Man" 2:32
11. "Only You" 3:00
12. "Me And Mine" 2:09